# Chaturbate
Chaturbate（Multi Media, LLC）是一个提供单人或情侣实时直播表演的成人色情直播成人网站。这些直播通常以裸体和性为主题，包括从脱衣舞、色情聊天到使用性玩具自慰和手淫在内的多种表演方式（这些表演通常都是十分露骨的）。Chaturbate的内容分为五大类，分别是：女性色情直播、男性色情直播、情侣色情直播、跨性别色情直播和偷拍直播。
“Chaturbate”一词是英文“chat”（意为聊天）和“masturbate”（意为手淫）所构成的混成词。观众可以免费观看Chaturbate中的内容（私密表演等除外），但他们需要以“小费”的形式支付金钱以观看某些性表演。而网站的收入则是通过抽取表演者约40%的收入来获得的 。此外，Chaturbate也会在观众使用信用卡购买代币时获得收入。
截止至2019年11月，该网站曾在Alexa全球排名上位列第22位，亦是与欧洲的BongaCams和LiveJasmin相竞争的最大的成人直播网站。据估计，该网站每月拥有约410万独立访客。直播表演者们可以通过赚取代币获得小费来获得收入。Chaturbate中的每个代币价值5美分，而每个色情模特需要赚取至少50美元才能获得报酬。